# Géraldine Reuteler
Géraldine Joséphine Reuteler (* 21. April 1999 in Stans, Nidwalden) ist eine Schweizer Fussballspielerin, die seit 2020 in der Bundesliga für Eintracht Frankfurt spielt.

## Karriere

### Vereine
Reuteler startete ihre Karriere 2008 beim FC Stans, wo bereits ihr Bruder Julien spielte. Die Fussball-Ausbildung und den Abschluss der Sekundarschule hatte sie mit 12 Jahren in Huttwil begonnen und war während dieser Zeit nur am Wochenende bei ihrer Familie. Ab 2013 spielte sie im U-14-Team des FC Luzern als einziges Mädchen, bevor sie im Februar 2014 zu den FC Luzern Frauen wechselte.
In Luzern rückte sie nach nur vier Monaten im Sommer 2014 in die erste Mannschaft auf und gab am 30. August des gleichen Jahres in einem 1:0-Sieg über die FC Zürich Frauen ihr Debüt in der Nationalliga A. Sie lief in vier Jahren in 43 Ligaspielen auf und erzielte 28 Tore, bevor sie am 21. März 2018 beim 1. FFC Frankfurt einen bis zum 30. Juni 2020 datierten Zweijahresvertrag unterschrieb. Im Juli 2020 wurde der 1. FFC Frankfurt in den Verein Eintracht Frankfurt integriert und bildet somit die Frauenfussballabteilung des Vereins. Anfang 2024 verlängerte sie ihren Vertrag mit Eintracht Frankfurt bis Juni 2026.

### Nationalmannschaft
Reuteler spielte in der U-17 der Schweiz und das Team erreichte an der Europameisterschaft 2015 das Finale. Im Juni 2016 folgte der EM-Halbfinaleinzug mit der U-19 der Schweiz, die jedoch an Frankreich scheiterte. 2017 wurde Reuteler erstmals in die Schweizer A-Nationalmannschaft berufen und feierte ihr Debüt am 10. Juni 2017, als sie gegen England in der 60. Minute für Martina Moser eingewechselt wurde.
Reuteler nahm im Frühjahr 2018 für die Schweiz am Zypern-Cup teil. Im Juli 2018 nahm sie an der U-19-Europameisterschaft in der Schweiz teil. Das Schweizer Team schied nach der Vorrunde aus; Reuteler erzielte insgesamt zwei Tore.
Reuteler nahm an der Europameisterschaft 2022 teil und stand in allen drei Gruppenspielen in der Startformation der Schweizerinnen. Im entscheidenden dritten Spiel gegen die Niederlande erzielte sie das 1:1 und damit den einzigen Schweizer Treffer in dieser Partie. Die Schweiz schied nach der Vorrunde aus. Sie nahm auch an der Weltmeisterschaft 2023 teil und stand in allen vier Spielen in der Startformation. Die Schweiz schied im Achtelfinal aus.
An der Europameisterschaft 2025 wurde sie in allen vier Spielen der Schweizerinnen von Beginn an eingesetzt. Im zweiten Gruppenspiel gegen Island erzielte sie das 1:0. Die Schweiz erreichte den Viertelfinal. Reuteler wurden bei allen drei Gruppenspielen zur «Player of the Match» gewählt und nach Abschluss der Vorrunde von der Zeitschrift kicker ins «Team der Vorrunde» gewählt.

## Persönliches
Reuteler lernte an der Talents School der FREI’S Schulen und machte dort 2018 ihren Abschluss als Kauffrau.